# Лубенская фармацевтическая фабрика
Лубенская фармацевтическая фабрика (укр. Лубенська фармацевтична фабрика) — предприятие в городе Лубны Полтавской области.

## История

### 1932—1991
В 1932 году в Лубнах была открыта фармацевтическая фабрика по переработке лекарственных растений.
Предприятие пострадало в ходе боевых действий Великой Отечественной войны и в период немецкой оккупации города (13 сентября 1941 года — 18 апреля 1943 года), но в 1945 году было восстановлено, и уже в 1953 году вновь входило в перечень ведущих предприятий города. В следующие десятилетия химико-фармацевтическая фабрика сохраняла важное значение для экономики города.

### После 1991
В октябре 1992 года фабрике было поручено освоить производство гепариновой мази.
В 1994 году государственное предприятие фармацевтической промышленности «Лубенская фармацевтическая фабрика» было преобразовано в открытое акционерное общество.
В 1996 году фабрика прекратила выпуск капель «Береш+» (хотя поставки поддельных лекарственных препаратов в аптеки Украины под данным наименованием сотрудники государственной инспекции по контролю качества лекарственных средств выявляли и в последующее время — в 2000 году эта проблема была вынесена на рассмотрение VII конгресса фармацевтов и медицинских работников Украины).
В декабре 1996 года Кабинет министров Украины утвердил комплексную программу развития медицинской промышленности Украины, в соответствии с которой фабрике было поручено расширить производство готовых галеновых и мазевых препаратов. На эти цели в 1997—2003 годы было решено выделить 8,19 млн. гривен (1,5 млн гривен из средств государственного бюджета Украины и 6,69 млн гривен из собственных средств предприятия).
В начале 2000х годов в связи с прекращением поставок оксолина фабрика на несколько лет прекратила выпуск оксолиновой мази.
В марте 2001 года для расширения оптовой и розничной торговли продукцией предприятия исполнительным комитетом Полтавского городского совета и Лубенской фармацевтической фабрикой была создана специализированная аптечная торговая сеть ООО «Ліки Полтавщини» из 15 объектов (в состав которой вошли 5 аптек, 8 аптечных пунктов, 1 аптечный киоск и 1 аптечный склад на территории Полтавского городского совета). Контрольный пакет акций торговой сети находится в собственности владельцев фабрики.
В 2002—2004 годы предприятие освоило производство 14 новых препаратов.
В начале ноября 2009 года фабрика восстановила выпуск оксолиновой мази. К этому времени номенклатура выпускаемых предприятием лекарственных препаратов и иной продукции медицинского назначения превысила 70 наименований.
С 5 января 2011 года предприятие получило государственную льготу в виде разрешения на приобретение 100-процентного этилового спирта для производства лекарственных препаратов без уплаты акцизных сборов.
По состоянию на начало 2011 года, фабрика входила в перечень ведущих предприятий города (весной 2011 года по объёмам производства продукции фабрика занимала второе место среди всех лубенских предприятий).
2013 год предприятие завершило с прибылью 539 тыс. гривен.
В первом квартале 2014 года продукция фармацевтической фабрики составляла 13,4 % от объёма продукции всех предприятий города Лубны. После начала боевых действий на востоке Украины предприятие начало поставки перевязочных пакетов для вооружённых сил Украины. В результате, 2014 год предприятие завершило с прибылью 2,289 млн гривен.

## Современное состояние
Основными направлениями деятельности предприятия являются разработка и производство готовых лекарственных препаратов для наружного и внутреннего применения в виде таблеток, настоек и экстрактов, мазей, гелей и линиментов, инъекционных растворов, бинтов и иных перевязочных средств. Предприятие выпускает свыше 100 наименований лекарственных средств и фармацевтических препаратов (среди которых — бриллиантовый зелёный, мазь Вишневского, ацетилсалициловая кислота, аскорбиновая кислота, кальция глюконат, настойка пустырника и другие препараты, пользующиеся устойчивым спросом), при этом часть препаратов (среди которых — клей БФ-6, линимент «Алором», мази «Фастин-1» и «Антитромб», сок подорожника и др.) не выпускаются никакими другими предприятиями на территории Украины.